# Willie's Conscience
Willie's Conscience è un cortometraggio muto del 1911, diretto da Arthur Hotaling e prodotto dalla Lubin Manufacturing Company.

## Produzione
Il film fu prodotto dalla Lubin Manufacturing Company.

## Distribuzione
Distribuito dalla General Film Company, il film - un cortometraggio di 125 metri - uscì nelle sale statunitensi il 21 ottobre 1911. Il film è stato distribuito utilizzando il sistema dello split reel assieme al documentario Tobacco Industry e alla commedia Her Exclusive Hat, anch'essi prodotti dalla Lubin